# Área Metropolitana de Maputo
Área Metropolitana de Maputo é a área ao sul de Moçambique, nas margens da Baía de Maputo.
A Área Metropolitana de Maputo inclui além do município de Maputo, as cidades de Boane, Matola o distrito de Marracuene.
Segundo a mais recente estimativa populacional a área metropolitana tem atualmente por volta de 3.000.000 habitantes.
De acordo com os resultados preliminares do Censo de 2017, a cidade da Matola tem 1 616 267 habitantes em uma área de 373 km², e, portanto, uma densidade populacional de 4.333 habitantes por km². Quando ao género, 53,4% da população era do sexo feminino e 46,6% do sexo masculino. 
Já em Maputo houve diminuição no número de habitantes passando dos 1 111 638 registados no censo de 2007 para 1 101 170 em 2017 menos 10468 habitantes ou 0,9%. este crescimento populacional lento em Maputo é resultado da migração para a província de Maputo, principalmente para as zonas de expansão habitacional nos distritos de Boane, Marracuene e cidade da Matola. O INE relata ainda que entre 2006 e 2007, a cidade de Maputo recebeu de outras províncias 26 038 pessoas, mas por outro lado, 39 614 saíram para a província de Maputo.
A Área Metropolitana de Maputo ocupa também uma posição central em termos de infraestrutura, atividade económica, educação e saúde em Moçambique. Nela concentra a maior parte dos serviços e sedes dos grandes grupos económicos e empresas, públicas e privadas. nela se encontra os Portos de Maputo e Matola, o segundo maior complexo portuário do continente africano, e também o Aeroporto Internacional de Maputo.

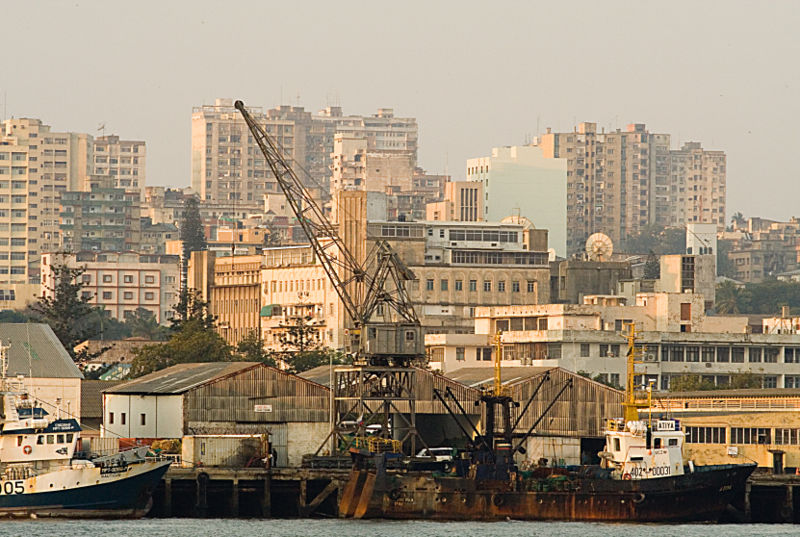
Porto de Maputo.
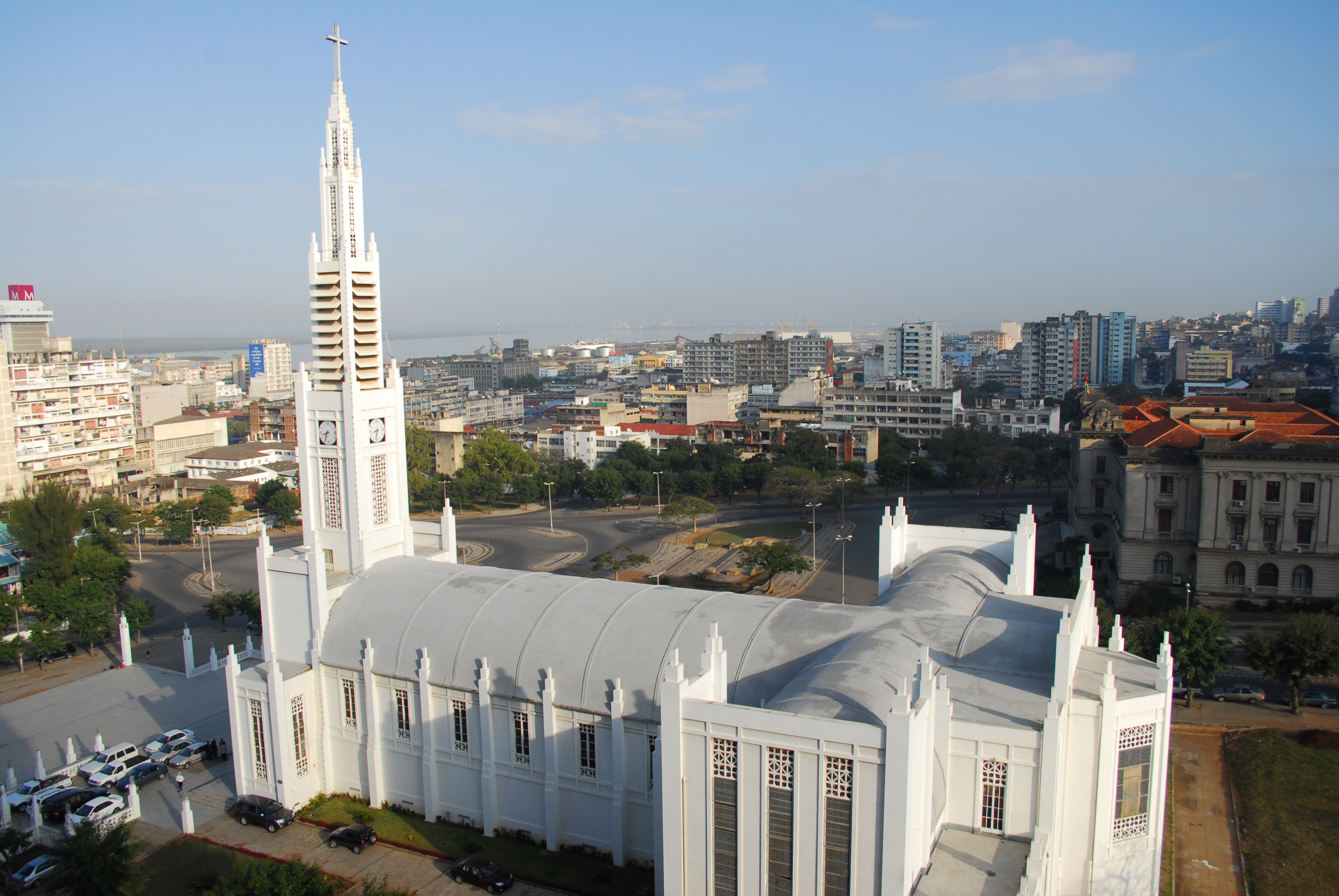
Catedral de Maputo
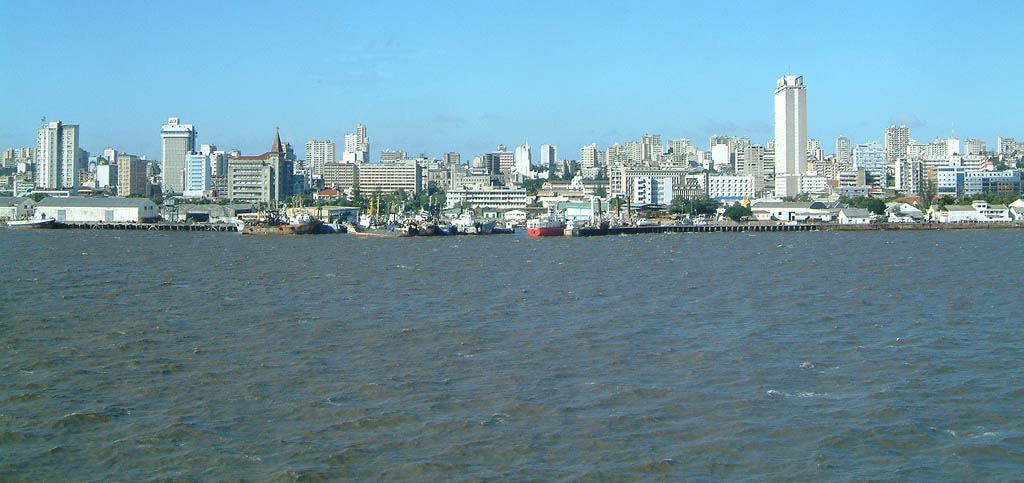
Vista panorâmica da cidade.
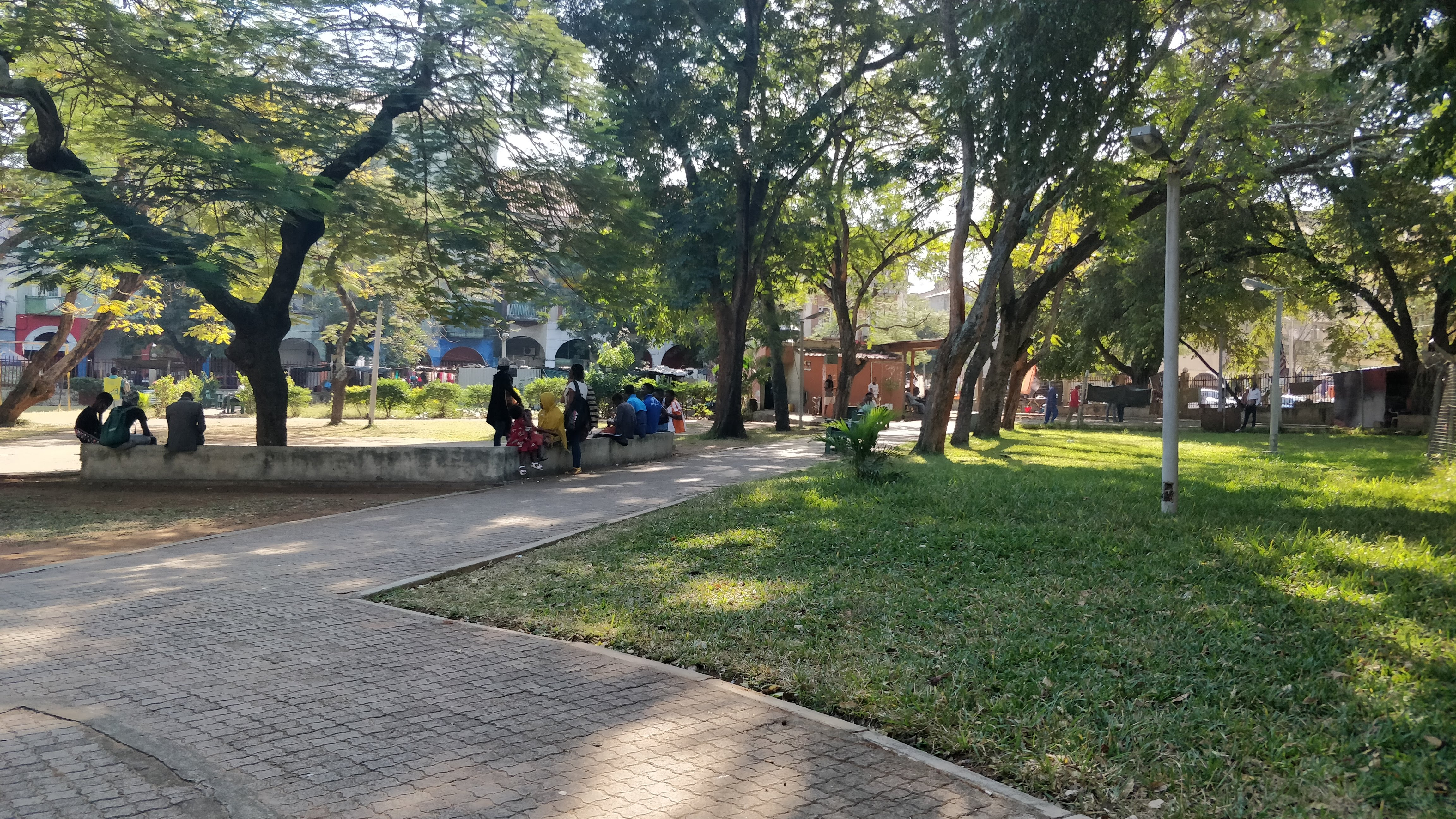
Jardim 28 de Maio, Maputo.

## Integrantes
| Cidade/Distrito | População em 2017 | Área    | Densidade        |
| --------------- | ----------------- | ------- | ---------------- |
| Matola          | 1.616.267         | 373 km² | 4 333.1 hab./km² |
| Maputo          | 1.101.170         | 300 km² | 3 670.6 hab./km² |
| Marracuene      | 230.530           | 666 km² | 346.1 hab./km²   |
| Boane           | 210.498           | 820 km² | 256.7 hab./km²   |